# Karl Platen
Karl Platen, nato Carl Platen (Halle, 6 marzo 1877 – Weimar, 4 luglio 1952), è stato un attore tedesco.
Ha preso parte a oltre 250 film tra il 1913 ed il 1949.

## Filmografia parziale
- Madame du Barry (Madame Dubarry), regia di Ernst Lubitsch (1919)
- Anna Bolena (Anna Boleyn), regia di Ernst Lubitsch (1920)
- Die Buddenbrooks, regia di Gerhard Lamprecht (1923)
- Liebesgeschichten, regia di Fritz Freisler (1925)
- Una donna nella luna (Frau im Mond), regia di Fritz Lang (1929)
- M - Il mostro di Düsseldorf (M - Eine Stadt sucht einen Mörder), regia di Fritz Lang (1931)